# Список умерших в 1163 году
В этой статье представлен список известных людей, умерших в 1163 году.
См. также: Категория:Умершие в 1163 году

## Январь
- 14 января — Ласло II — первый герцог Боснии (1137—1159), король Венгрии (1162—1163)
- 24 января или 25 января — Агнесса фон Бабенберг — княгиня-консорт Польши и первая графиня-консорт Силезии (1138—1146), жена Владислава II Изгнанника
- Тьерри II — граф Монбельяра (1106—1163)

## Февраль
- 1 февраля — Иоанн Сен-Малоский[фр.] — епископ Сен-Мало (1146—1163), святой римско-католической церкви.
- 7 февраля — Филипп д’Аркур[фр.] — епископ Байё (1142—1163), лорд-канцлер Англии (1139—1140).
- 10 февраля — Балдуин III Иерусалимский — король Иерусалимский (с 1143).

## Август
- 13 августа — Герольд Ольденбургский — последний епископ Ольденбурга (1155—1160), первый епископ Любека (1160—1163)

## Сентябрь
- 29 сентября — Сигурд Сигурдсон — повстанческий антикороль Норвегии (1162—1163). Убит в междоусобной войне.

## Декабрь
- 26 декабря — Ульрих I фон Дюррменц[нем.] князь-епископ Шпейера (1161—1163)
- 29 декабря — Этьен де Бар — епископ Меца (1120—1163), Кардинал-дьякон Санта-Мария-ин-Космедин (1120—1163)

## Дата неизвестна или требует уточнения
- Абд аль-Мумин — основатель династии и первый султан Альмохадов (1146—1163).
- Елюй Илия — император и гурхан Каракитайского ханства.
- Константин II (юдекс Кальяри) — юдекс юдиката Кальяри (1129—1163)
- Констанция — княгиня Антиохии (1137—1163). Умерла после изгнания.
- Мухаммед ибн Абд аль-Мумин — властитель Альмохадов (1163); не включен в официальный перечень халифов.
- Пьер — виконт Марсана (ок. 1103—1163), граф Бигорра (1129—1163)
- Оже де Бальбэн — великий магистр ордена Госпитальеров (1160—1163)
- Раймунд Фитерский — аббат монастыря в Фитеро, основатель Ордена Калатравы, святой римско-католической церкви[1].
- Ригаут де Барбезьеу — трубадур.
- Сайф ад-Дин Мухаммад ибн Хусейн — султан Гуридского султаната (1161—1163).
- Санша Энрикеш — португальская инфанта.
- Грегорио делла Субарра — Декан Коллегии кардиналов (1159—1163).
- Фахр ад-Дин Масуд — правитель Бамиана из династии Гуридов (1152—1163).
- Феодор — Митрополит Киевский и всея Руси (1161—1163)
- Яхья ибн Абд аль-Азиз[фр.] — последний султан Хаммадидов (1121—1152)